# Konrad Brekewoldt (Ratsherr, † 1480)
Konrad Brekewoldt, auch Cord Brekewoldt bzw. Konrad Brekkewolt (* vor 1455; † 1480) war ein deutscher Amtmann und Ratsherr der Hansestadt Lübeck.

## Leben
Konrad Brekewoldt war Sohn des Lübecker Bürgers Hartwig Breckewoldt und Enkel des Lübecker Bürgermeisters Konrad Brekewoldt. Er wurde 1455 in den Lübecker Rat gewählt und war von 1458 bis 1463 Lübecker Amtmann auf der Riepenburg, dann von 1464 bis 1470 Amtmann im Beiderstädtischen Amt Bergedorf. 1472 verhandelte er mit dem Rat der Hansestadt Hamburg in Mölln.
Brekewoldt war mit einer Tochter des Ratsherrn Tideman Hadewerk verheiratet. Seit 1452 gehörte er der Zirkelgesellschaft an. Ihm gehörte ein Anteil an dem Gut Roggenhorst und Schönböken. Brekewoldt wohnte im Haus Breite Straße 97. Er erbaute um 1441 die Barbarakapelle der Petrikirche. Sein Sohn, der Magister Hartwich Brekewoldt wurde Ratssekretär in Lübeck.